# 拉莫萊爾山
66°40′S 140°1′E / 66.667°S 140.017°E
拉莫萊爾山是南極洲的山峰，位於阿黛利地，處於地質學群島的羅斯唐島西部，海拔高度24米，在1951年由法國探險隊繪入地圖和命名。